# Clemente Merlo
Clemente Merlo (Napoli, 2 maggio 1879 – Milano, 13 gennaio 1960) è stato un linguista e glottologo italiano, noto per essere stato «il più grande dialettologo italiano del primo Novecento».

## Biografia
Figlio del glottologo Pietro Merlo, studiò all'Università degli Studi di Pavia formandosi sugli insegnamenti di Carlo Salvioni; di qui trasse un metodo rigoroso e scientificamente fedele, lontano dalle speculazioni teoriche e dalle sistemazioni aprioristiche che nascondessero le incertezze e le zone d'ombra dei lavori.
Nei suoi studi appare per la prima volta il progetto di sistemare compiutamente l'insieme dei dialetti italiani al di là delle direttrici politiche; in tal senso avanzò più volte la teoria dell'influsso dei sostrati linguistici preromani nell'evoluzione linguistica della penisola.
Nel saggio Graziadio Isaia Ascoli e i canoni della glottologia troviamo il suo programma fermamente fedele ai principi della glottologia e distante dalle sistemazioni idealistiche che miravano ad adombrare la centralità della fonetica in linguistica in favore di una fallita etimologia fonetica di matrice umanistica.
Altro lavoro fondamentale è I nomi romanzi delle stagioni e dei mesi.
Più precisi e linguisticamente importanti i lavori strettamente dialettologici sulle parlate dell'Italia centromeridionale: I continuatori del lat. ille in alcuni dialetti dell'Italia centro-meridionale; I dialetti centro-meridionali e le sorti della declinazione latina; Gli italiani 'amano', 'dicono' e gli odierni dialetti umbro-romaneschi; Della vocale 'A' preceduta o seguita da consonante nasale nel dialetto di Molfetta. In questi studi è messo in evidenza come i dialetti contemporanei si relazionino col tardo latino dando significato ad una variabilità linguistica non altrimenti riducibile nei confini storici tradizionali degli stati italiani.

## Opere significative
Dal 1908 Merlo aveva la cattedra di dialettologia presso l'Università di Pisa.
Attorno agli anni venti del 1900 Merlo pubblica i suoi lavori più importanti e più celebri, che hanno dato prestigio anche ai dialetti studiati fino ad allora poco noti e risolti nei dialetti vicini entro distinzioni storico-politiche piuttosto che entro distinzioni glottologiche.
- Fonologia del dialetto di Sora[7]
- Fonologia del dialetto della Cervara[8]
- Il Dialetto di Sora

Tali opere rappresentano la prima sistemazione analitica e positiva della fonetica del territorio italiano centrale e meridionale secondo i dettami di una glottologia scientifica moderna e in linea con i metodi contemporanei. 

### «L'Italia dialettale»
Con la docenza nella città di Pisa insieme ai vari corsi universitari fondò e diresse la rivista Italia dialettale nel 1924. L'interesse si allargò quindi ai dialetti toscani e a tutto il panorama linguistico italiano; in Concordanze corso-italiane centro-meridionali, insieme all'Atlante linguistico-etnografico italiano della Corsica di Gino Bottiglioni dimostrava come i dialetti della Corsica avessero un sostrato centro-meridionale regredito a seguito della dominazione pisana.
In Lazio sannita ed Etruria latina ebbe modo di approfondire quanto già delineato in Fonologia del dialetto di Sora; molte delle differenze linguistiche della penisola italiana sono dovute ai confini etruschi ed italici preromani, di cui restano evidentemente l'aspirazione di -c- intervocalica in Toscana e l'assimilazione dei nessi nd> nn e mb> mm dei dialetti italiani centrali. A questo lavoro seguì poi Il sostrato etnico e i dialetti italiani, Studi glottologici del 1934, La Francia linguistica odierna e la Gallia di Giulio Cesare dove lo studioso illustrò i risultati di ricerche linguistiche in Francia.

## Omaggi
- Gli è stata intitolata una via a Pisa.